# 슬랙커즈
《슬랙커즈》(영어: Slackers)는 미국과 캐나다에서 제작된 듀이 닉스 감독의 2002년 코미디 영화이다. 제이슨 슈워츠먼, 데번 사와 등이 출연하였고, 에릭 피그 등이 제작에 참여하였다.

## 출연
- 제이슨 슈워츠먼 - "쿨" 이선 덜러스 역
- 데번 사와 - 데이브 굿맨 역
- 제이슨 시걸 - 샘 셱터 역
- 마이클 머로나 - 제프 데이비스 역
- 제이미 킹 - 앤절라 패튼 역
- 로라 프리폰 - 리아나 캐스 역
- 짐 래시 - 조교장 필립 역
- 레타 - 브루나 역
- 리 테일러영 - 밸러리 패튼 역
- 샘 앤더슨 - 찰스 패튼 역
- 조 플래어티 - 돈 레너드 씨 역
- 메이미 밴도런 - 헬렌 본그래프 부인 역
- 냇 팩슨 - 칼 역
- 캐머런 디애즈 - 본인 역 (크레디트 미기재)
- 지나 거숀 - 클럽의 여성 역 (크레디트 미기재)

## 기타 제작진
- 공동 제작: 루이스 G. 프리드먼
- 협력 제작: 캐리 쿡, 신타로 시모사와
- 배역: 존 팹시데라
- 미술: 윌리엄 아널드
- 세트: 리사 K. 세션스
- 의상: 제니퍼 레비